# موزه‌های صلح

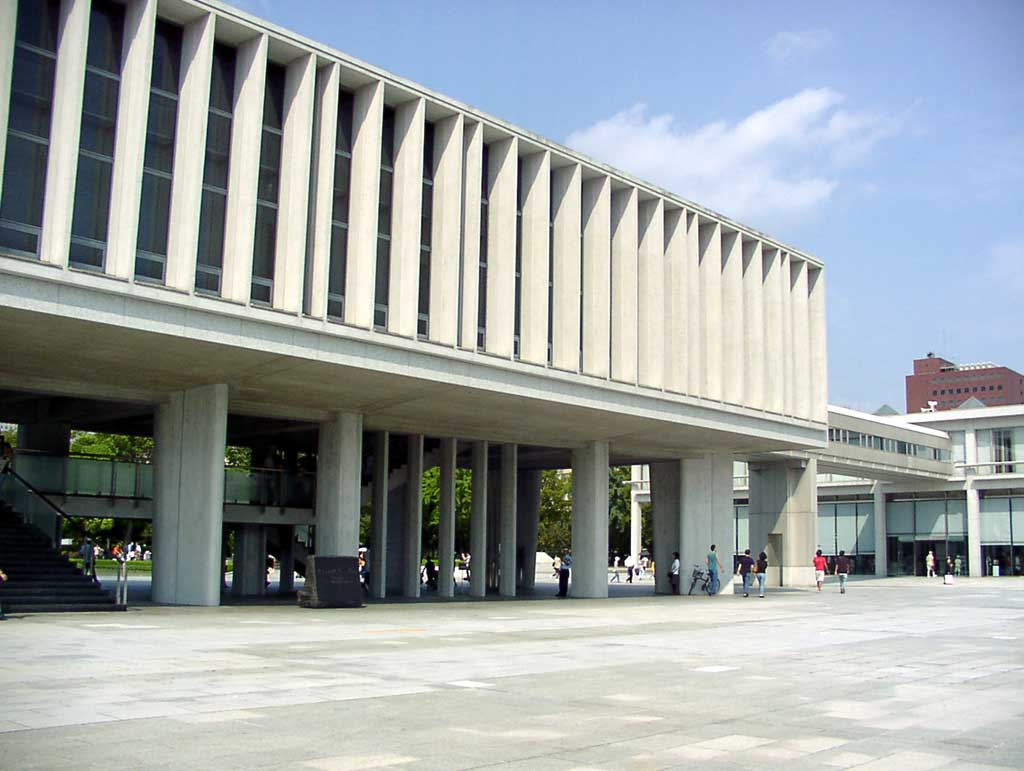
The موزه یادبود صلح هیروشیما در هیروشیما، ژاپن.

موزه‌های صلح (Peace Museums) بشر از دیرباز با مفاهیم جنگ و صلح رو به رو بوده‌است. گذشت زمان نه تنها از جنگ‌ها نکاسته‌است، بلکه آن‌ها را پیچیده‌تر و خونبارتر کرده‌است و گویی «جنگ»، جزء جدایی ناپذیر زندگی بشر شده‌است، حال آن که دیوار «صلح» ها را همواره بیم فروریختن بوده‌است و بسیاری شان فقط به امضای روی عهدنامه‌ها محدود شده‌اند.
موزه‌های صلح، به گروهی متمایز از موزه‌ها گفته می‌شود که محتوا و فعالیت‌های آن‌ها بر فرهنگ‌ها و تاریخ‌های صلح تمرکز دارد و شامل پیام‌های ضد جنگ و ضد خشونت است. موزه‌های صلح مخزن فرهنگ مادی صلح، از جمله هنر، بنرها و طومارها، و همچنین جنبش‌های ضدجنگ و عدالت اجتماعی هستند که خشونت پرهیزی، خلع سلاح و حل منازعه را تقویت می‌کنند. از این رو، آنها را می‌توان نشان دهندهٔ تاریخ‌های صلح پیچیده و تا حد زیادی ناشناخته یا نادیده گرفته شده در نظر گرفت که در انواع شکل‌ها، فضاها و زمان‌های گوناگون ظاهر می‌شوند. یکی از نقش‌های مهم موزه‌های صلح، به‌عنوان ضبط‌کننده و نمایش‌دهندهٔ فرهنگ‌ها و روایت‌های صلح است.
اگرچه این نوع موزه‌ها در شکل‌ها و اندازه‌های متفاوتی وجود دارند، اما همه یک هدف مشترک دارند و آن هم ترویج درک صلح به عنوان بخش مهمی از تاریخ بشریت است. ناگفته پیداست که موزه‌های جنگ و آنچه به آن مربوط می‌شود در همه کشورهای جهان غالب هستند و اغلب هم از طریق بودجه‌های دولتی حمایت می‌شوند. در سوی دیگر اما، موزه‌های صلح عموماً خصوصی هستند و با مبارزه‌ای مداوم برای سرپا نگه‌داشتن از نظر مالی مواجه هستند.
ممکن است متناقض به نظر برسد که موزه‌های صلح نیز جنگ را به نمایش می‌گذارند. با این حال، تضاد فاحشی بین موزه‌های صلح و موزه‌های جنگ در رویکردشان به روایت جنگ وجود دارد. برخلاف موزه‌های جنگ، موزه‌های صلح فضایی را برای داستان‌های جنبش‌های ضد جنگ و معترضان فراهم می‌کنند و مطالبی (آثار هنری، اشعار آهنگ، عکس‌ها، جزوه‌ها، بنرها و غیره) را دربارهٔ جنبش‌ها و موضوعات ضد جنگ و صلح گذشته و حال در دسترس قرار می‌دهند که بازدیدکنندگان را به یادگیری دعوت می‌کند.
تعاریف مختلف صلح نه تنها محتویات نمایشگاه‌ها و نمایش‌های موجود در موزه‌ها، بلکه برنامه‌های اجتماعی، سیاسی و آموزشی موزه‌ها را نیز تعیین می‌کند. تعریف هر موزه از صلح به‌طور صریح یا ضمنی بر ایدئولوژی‌ها، باورها، تعصبات و برنامه‌های مؤسسان، حامیان و طراحان موزه تأثیر می‌گذارد. موزه‌های صلح در زمینه‌های مختلف ژئوپلیتیک، تاریخی و فرهنگی پدیدار می‌شوند، از این رو ناگزیر «صلح» را به طرق مختلف تصور و تعریف می‌کنند. اعضای شبکه بین‌المللی موزه‌های صلح (INMP) که در سال ۱۹۹۲ تأسیس شد، شامل مؤسساتی هستند که مأموریت دارند فرهنگ صلح را از طریق جمع‌آوری، نمایش و تفسیر مطالب مرتبط با صلح ترویج دهند و شامل باغ‌های صلح و سایر مکان‌ها، مراکز مرتبط با صلح و مؤسساتی می‌شوند که از طریق نمایشگاه‌ها، مستندسازی و فعالیت‌های مشابه در آموزش صلح عمومی مشارکت دارند.
مفهوم آموزش صلح در نیم قرن گذشته «از یک پادزهر برای علم جنگ به بررسی جامع علل خشونت و راهبردهای مربوط به صلح» تکامل یافته‌است. امروزه، تجربه بازدیدکنندگان در بسیاری از موزه‌ها، گردشی منفعلانه در میان یادگاری‌ها، عکس‌ها و سایر مصنوعات نیست. در عوض، به احتمال زیاد این یک تجربه تعاملی، مجازی یا دنیای واقعی است که بازدیدکنندگان را به بررسی انتقادی پیام‌ها و معانی ارائه شده توسط موزه به چالش می‌کشد.
موزه صلح برادفورد در انگلستان، موزه صلح گورنیکا در اسپانیا، موزه بین‌المللی صلح دیتون در آمریکا و مرکز صلح نوبل اسلو، از نمونه‌های مهم چنین موزه‌هایی می‌باشند. در تهران نیز چنین موزه ای وجود دارد.

## نگاهی به پیشینه موزه‌های صلح
موزه‌های صلحی که در اوایل قرن بیستم در اروپا شکل گرفتند، عمدتاً مکان‌های ضد جنگ بودند. موزه‌های ضدجنگ هزینه‌های انسانی و مادی جنگ و خطرات را در سلاح‌های جدید برای ترویج صلح و هشدار در مورد درگیری‌های آینده به نمایش گذاشتند.

## موزه بین‌المللی جنگ و صلح
در لوسرن سوئیس که در ۷ ژوئن ۱۹۰۲ افتتاح شد، اغلب به عنوان اولین موزه صلح مدرن توصیف می‌شود. این موزه به وضوح یک سایت ضد جنگ بود که تاریخ و فن آوری جنگ را نشان می‌داد و هدف آن نشان دادن بیهودگی هزینه‌های تسلیحاتی به مردم و همچنین نخبگان سیاسی و نظامی و تأکید بر خطرات روزافزون و مخرب بودن سلاح‌های جدید در جنگ‌های آینده بود. این موزه زاییده فکر یان بلوخ، کارآفرین لهستانی الاصل بود.
کاخ صلح لاهه و به ویژه موزه صلح هیروشیما، از معروف‌ترین موزه‌های صلحی هستند که در ادامه پدید آمدند.

## موزه صلح هیروشیما

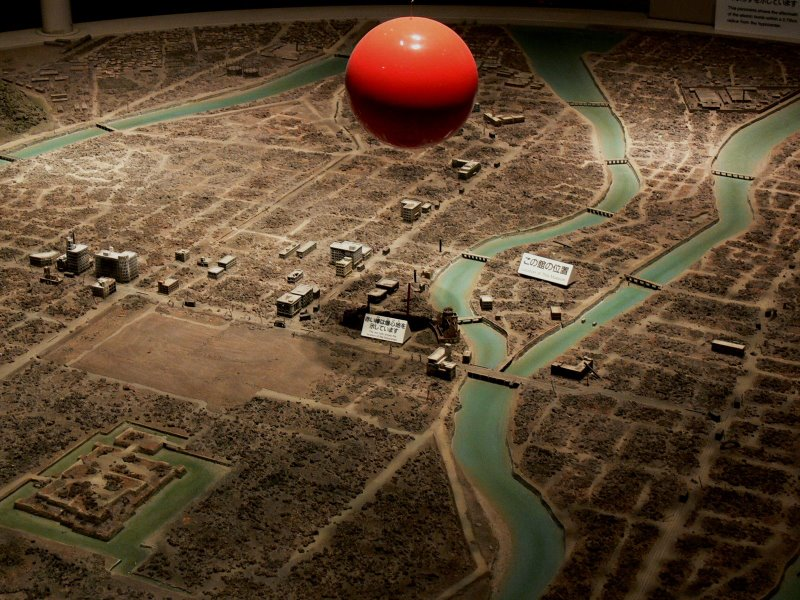

در پنجم می ۱۹۵۱ مصادف با روز کودک در ژاپن، در پارک یادبود صلح هیروشیما افتتاح شد. این پارک و مرکز صلح، همبستگی و اتحاد همهٔ انسانها را در جهت دستیابی به صلح و آرامش همیشگی، به تصویر می‌کشد. بازمانده‌هایی از والدین و فرزندانی که قربانی بوده‌اند، خواه بر اثر انفجار و آتش بمب کشته شده‌اند یا خواه بعدتر بر اثر رادیواکتیو، وسایلی مانند ظرف ناهار نیم سوخته یا رخت آویز سوخته، کاملاً طبیعت درهم و برهم سلاحهای کشتار جمعی را نمایش می‌دهند. ژاپن در پیدایش جنبش موزه‌های صلح مدرن الهام بخش ما می‌شود. در واقع کمک به بلوغ مفهوم موزه‌های صلح، مدیون کار خلاقانه موزه‌های صلح ژاپن و متفکران صلح است.

## موزه صلح تهران
موزه صلح تهران در واقع از نمایشگاه موقتی شکل گرفت که توسط انجمن حمایت از قربانیان سلاح‌های شیمیایی (SCWVS) که یک سازمان غیردولتی ایرانی ست، برگزار شد. تخمین زده می‌شود که حدود یک میلیون ایرانی در اثر حملات گازی ارتش عراق در طول جنگ هشت ساله با ایران در دهه ۱۹۸۰ مجروح یا کشته شده‌اند. دکتر شهریار خاطری، پزشکی که خود روزگاری در جنگ حضور داشت شاهد مصائب آن بود و از آن جان سالم به در برد، در ایجاد SCWVS و موزه و همچنین تقویت همکاری با موزه‌های بمب اتمی در هیروشیما و ناکازاکی نقش مهمی داشت.
موزه صلح تهران، در مرکز شهر و در پارک شهر قرار دارد. بیشتر اعضای این موزه را داوطلبانی تشکیل می‌دهند که به صورت افتخاری با آن همکاری می‌کنند و تعدادی از آنان خود قربانیان سلاحهای شیمیایی هستند که به عنوان راهنمایان موزه به فعالیت مشغول هستند.
با اینکه موضوع کاربرد سلاح‌های شیمیایی در جنگ عراق علیه ایران و پیامدهای آن، در این موزه به صورت برجسته تری مورد توجه قرار گرفته‌است به آن محدود نشده‌است و موضوعات دیگری همچون بمباران اتمی هیروشیما و ناکازاکی در ژاپن، جنگ‌های جهانی اول و دوم، کاربرد سلاح‌های ممنوعه در جنگ‌ها و آثار و عوارض هر کدام از این سلاح‌ها نیز در بخش‌های دیگر موزه نشان داده شده‌است که این بخش‌ها شامل کتابخانه صلح، گالری هنر برای صلح، کارگاه‌های آموزشی، بخش موزه مجازی و استودیوی ثبت تاریخ شفاهی می‌شود.
این موزه، برگی از تلاش‌های تمام آن‌هایی ست که برای صلح، لحظه ای از پای نایستاده‌اند.
در بدو ورود به موزه، تاریخچه ای از تاًسیسش نمی‌بینید؛ گویی صلح تاریخی به درازنای بشر دارد. در معماری موزه، ترکیبی متقارن و ساده را می‌بینید که هستهٔ اصلی سازه اش سالن مرکزی با گنبدی آبی ست. مسیر تعیینی برای بازدید از موزه ساعتگرد است که در همان ابتدای آن، اصل کارت‌های دو راهنمای سابق موزه خودنمایی می‌کند که به سبب جراحات ناشی از سلاح شیمیایی شهید شده‌اند. در ادامه، بخش جنگ موزه را داریم که در آن، چکیده‌ای از جنگ‌های بیشتر رسانه ای شده قرن بیستم و به‌کارگیری سلاح‌های نامتعارف در آن ارائه می‌شود.
اطلاعاتی از تعداد کشته شدگان، ابعاد ویرانی، میزان استفاده از سلاح‌های اتمی و شیمیایی و دامنه وسعت جنگ را می‌توان در ویترین‌های چوبی شیشه ای موزه تماشا کرد و در کنار آثار به جای مانده از جنگ، مجسمه‌های مومی چهره‌های ضد صلحی چون قابیل، ضحاک، هیتلر و صدام حسین دیده می‌شود. در انتها و در تالار مرکزی هم، ویترینی مملو از پیکسل‌ها و یادگاری‌های فعالان ضد جنگ به نمایش درآمده اند.

## فهرست موزه‌های صلح در جهان
- غرفه صلح کودکان – ایندیپندنس، میزوری، میزوری، ایالات متحده
- موزه صلح بین‌المللی دیتون – دیتون (اوهایو), اوهایو، ایالات متحده
- موزه صلح مدرسه ابتدایی فوکوروماچی - نزدیک پارک صلح، آن سوی رودخانه موتویاسو
- سالن یادبود صلح ملی هیروشیما برای قربانیان بمب اتمی – هیروشیما، ژاپن; داخل پارک صلح
- موزه صلح مدرسه ابتدایی هونکاوا – هیروشیما، ژاپن; نزدیک پارک صلح، آن سوی رودخانه هونکاوا
- IJzertoren – دیکسمویید، فلاندر غربی، بلژیک
- موزه صلح جهانی کیوتو – کیوتو، ژاپن
- یادبود کان – کان (فرانسه), نرماندی، فرانسه
- موزه بمب اتمی ناکازاکی – ناگاساکی، ژاپن
- مرکز صلح بین‌المللی اوزاکا
- موزه صلح بردفورد – برادفورد، یورک‌شر غربی، انگلستان، بریتانیا
- موزه صلح – شیکاگو، ایلینوی، ایالات متحده (بسته شده‌است)
- موزه صلح یی جون - لاهه، هلند
- مؤسسه نوبل نروژ – اسلو، نروژ
- موزه یادبود صلح هیروشیما – هیروشیما، ژاپن; درون Hiroshima Peace Memorial Park